# 上海足球代表隊
上海足球代表隊是一支在1937年成立的國際足球隊，由滿洲國在日本帝國之協助下於上海地區成立。但球隊並非亞洲足協和FIFA的成員，所以未有資格參加任何國際性賽事。1948年重組，成為中國足球隊的一部分。
上海曾和香港進行過國際賽事：
1937 - 上海 4:3 香港，於上海舉行
1948 - 香港 5:1 上海，於香港舉行